# Садовников, Сергей Васильевич
Серге́й Васи́льевич Садо́вников (1835—1906) — русский архитектор, академик архитектуры Императорской Академии художеств, архитектор Синода.

## Биография
Сын художника В. С. Садовникова. Вольноприходящий ученик Императорской Академии художеств (окончил 1859). Получил медали Академии художеств: малая серебряная (1855 и 1857), большая серебряная медаль (1859) за «проект глазной лечебницы». Получил от Академии художеств звание классного художника с правом на чин XIV класса (1859). Избран в академики (1881).
Служил архитектором при Синоде. Работал в Костроме (1863—1869), Старой Ладоге, возвел церковь Николая Чудотворца в Ям-Ижоре. В 1892 году по его проекту была построена православная Ильинская церковь общины Иломантси (современная провинция Северная Карелия, Финляндия).
Среди основных работ в Петербурге: подворье Троице-Сергиевой лавры (1870–1872), отделка нижнего храма Рождества Христова в церкви Архангела Михаила (1880, 1887), доходный дом Гороховая, 73 (1885).
Похоронен на Митрофаниевском кладбище.
- Здание Анатомического института Медико-хирургической академии (первоначальный проект). Академика Лебедева ул., 37A (1862—1871)
- Подворье Троице-Сергиевой лавры (капитальная перестройка, постройка церкви[5]). Фонтанки наб., 44 (1870—1872)[6]
- Отделка нижнего храма Воскресения Христова (святого Михаила Архангела) в Малой Коломне (интерьер). Кулибина пл., 1х (1870-е)[7]
- Церковь Николая Чудотворца в Ям-Ижоре (1881—1887)
- Бараки больницы Общины сестер милосердия св. Георгия. Пироговская наб., 7А — Финляндский пр., 1А (1882—1884)[8]
- Доходный дом. Гороховая ул., 73 (1885)[9]
- Церковь Иконы Божией Матери Тихвинская в Пятогорском монастыре (1894—1898)
- Церковь Иконы Божией Матери Утоли Моя Печали в Пятогорском монастыре (старая) (1894—1895)
- Церковь Пантелеимона Целителя в Пятогорском монастыре (1905—1906)